# Liste der Kulturdenkmale im Stadtteil Rathaus

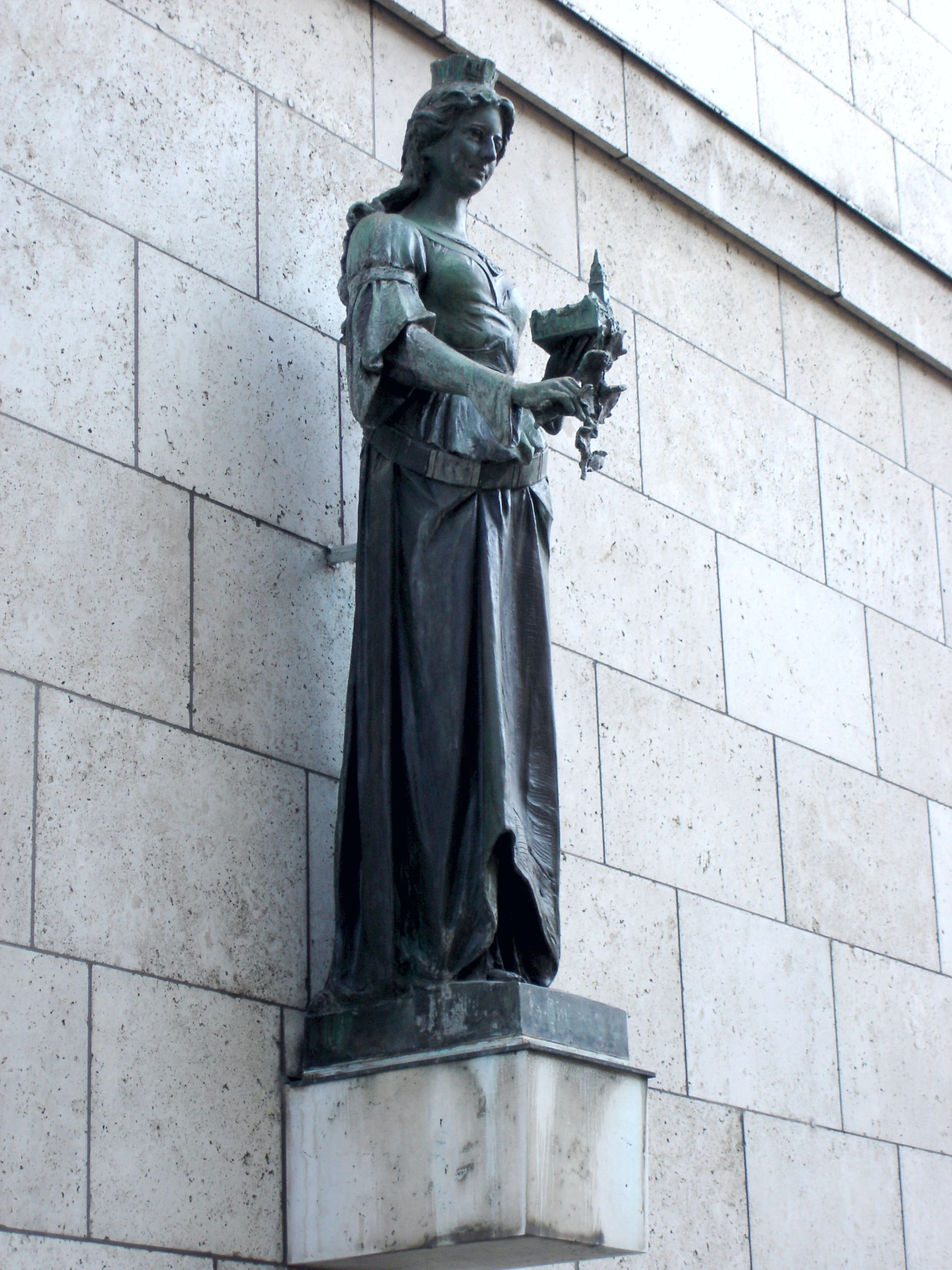
Stuttgardia

In der Liste der Kulturdenkmale im Stadtteil Rathaus sind alle unbeweglichen Bau- und Kunstdenkmale im Stuttgarter Stadtteil Rathaus aufgeführt, die in der Liste der Kulturdenkmale. Unbewegliche Bau- und Kunstdenkmale der Unteren Denkmalschutzbehörde für diesen Stadtteil Stuttgarts verzeichnet sind. Stand dieser Liste ist der 25. April 2008.  Die Liste wurde seitdem reduziert, so dass sich hier auch Objekte finden, die möglicherweise aktuell nicht mehr unter Denkmalschutz stehen.
Diese Liste ist nicht rechtsverbindlich. Eine rechtsverbindliche Auskunft ist lediglich auf Anfrage bei der Unteren Denkmalschutzbehörde der Stadt Stuttgart erhältlich.

## Allgemein
- Bild: Zeigt ein ausgewähltes Bild aus Commons, „Weitere Bilder“ verweist auf die Bilder im Medienarchiv Wikimedia Commons.
- Bezeichnung: Nennt den Namen, die Bezeichnung oder die Art des Kulturdenkmals.
- Lage: Straßenname und Hausnummer oder Flurstücknummer des Kulturdenkmals, gegebenenfalls auch den Ortsteil. Die Grundsortierung der Liste erfolgt nach dieser Adresse. Der Link (Karte) führt zu verschiedenen Kartendiensten mit der Position des Kulturdenkmals. Fehlt dieser Link, wurden die Koordinaten noch nicht eingetragen. Sind diese bekannt, können sie über ein Tool mit einer Kartenansicht einfach nachgetragen werden. In dieser Kartenansicht sind Kulturdenkmale ohne Koordinaten mit einem roten bzw. orangen Marker dargestellt und können durch Verschieben auf die richtige Position in der Karte mit Koordinaten versehen werden. Kulturdenkmale ohne Bild sind an einem blauen bzw. roten Marker erkennbar.
- Datierung: Baubeginn, Fertigstellung, Datum der Erstnennung oder grobe zeitliche Einordnung entsprechend des Eintrags in der zuständigen Denkmaldatenbank (Landesamt für Denkmalpflege Baden-Württemberg).
- Beschreibung: Kurzcharakteristik des Kulturdenkmals.

## Kulturdenkmale im Stadtteil Rathaus
| Bild           | Bezeichnung                                                                                           | Lage                                                                                                 | Datierung                                    | Beschreibung | ID |
| -------------- | --- | --- | -------------------------------------------- | --- | --- |
| Weitere Bilder | Mietshäuser mit Gaststätten und Ladenlokalen (Sachgesamtheit)                                         | Brennerstr. 21 (Karte)                                                                               | 1899–1900                                    | Historismus, Jugendstil, Deutsche Neorenaissance, Neogotik, Karl Hengerer Teil der Sachgesamtheit Brennerstr. 21, 23 und 27 Geschützt nach § 2 DSchG | |
| Weitere Bilder | Mietshäuser mit Gaststätten und Ladenlokalen (Sachgesamtheit)                                         | Brennerstr. 23 (Karte)                                                                               | 1899–1900                                    | Historismus, Jugendstil, Deutsche Neorenaissance, Neogotik, Karl Hengerer Teil der Sachgesamtheit Brennerstr. 21, 23 und 27 Geschützt nach § 2 DSchG | |
| Weitere Bilder | Mietshäuser mit Gaststätten und Ladenlokalen (Sachgesamtheit)                                         | Brennerstr. 27 (Karte)                                                                               | 1899–1900                                    | Historismus, Jugendstil, Deutsche Neorenaissance, Neogotik, Karl Hengerer Teil der Sachgesamtheit Brennerstr. 21, 23 und 27 Geschützt nach § 2 DSchG | |
|                | Miets- und Geschäftshaus                                                                              | Brennerstr. 30 (Karte)                                                                               | 1908                                         | Jugendstil, Neoklassizismus, Heinrich und Alfred Storz Geschützt nach § 2 DSchG | |
|                | Ehemaliges Waisenhaus                                                                                 | Charlottenplatz 17 (Karte)                                                                           | 1712, 1700–1800, 1922–1925                   | Heimatstil, Stuttgarter Schule 1920–1945, Ph.J. Jenisch und J.U. Heim (1712), Paul Schmitthenner (1922–1925) Geschützt nach § 2 DSchG | |
|                | Mietshaus mit Ladenlokalen                                                                            | Christophstr. 1 (Karte)                                                                              | 1821, 1861                                   | Klassizismus (Spätklassizismus), Christian Barth und N.F. von Thouret (1821); Georg Schöttle, Bauunternehmer (1861) Geschützt nach § 2 DSchG | |
| Weitere Bilder | Geschäftshaus                                                                                         | Christophstr. 6 (Karte)                                                                              | 1912                                         | Neoklassizismus, Carl Heim und Jakob Früh Geschützt nach § 2 DSchG | |
|                | Geschäftshaus                                                                                         | Christophstr. 8 (Karte)                                                                              | 1909                                         | Jugendstil, Neoklassizismus, Wittmann und Stahl Geschützt nach § 2 DSchG | |
| Weitere Bilder | Mietshaus                                                                                             | Christophstr. 17 (Karte)                                                                             | 1868                                         | Klassizismus (Spätklassizismus), Fr. Hohlscheidt, Werkmeister Geschützt nach § 2 DSchG | |
| Weitere Bilder | Bürohaus, „Haus König von England“                                                                    | Dorotheenstr. 2 (Karte)                                                                              | 1954–1956                                    | Internationaler Stil ab 1950, Karl Gonser, Prof. Geschützt nach § 2 DSchG | |
| Weitere Bilder | Markthalle (einschließlich Paternoster)                                                               | Dorotheenstr. 4 (Karte)                                                                              | 1912–1914                                    | Jugendstil, Expressionismus, Stahlbetonbau, Martin Elsaesser; Heinrich Gref und Gustav Rümelin (Wandmalereien) Geschützt nach § 2 DSchG | |
|                | Altstadtquartier der Sanierung von 1906/09 (Sachgesamtheit)                                           | Eberhardstraße, Eichstraße, Geißstraße, Brunnen auf dem Geißplatz, Nadlerstraße, Steinstraße (Karte) | 1906–1909                                    | Die größte Sanierungsunternehmung zusammen mit Karl Hengerer war die umfassende Erneuerung der Stuttgarter Altstadt zwischen 1906 und 1909, nach deren Realisierung Eduard Pfeiffer die Ehrenbürgerwürde verliehen wurde. Allerdings war es keine Sanierung im heutigen Sinne, sondern bedeutete den Abriss und völlige Neuplanung von rund 10 % der Stuttgarter Altstadt. Die neuen Gebäude, welche die marode Altsubstanz ersetzen, waren im Stile von städtischen Wohn- und Geschäftshäusern der Spätrenaissance ausgeführt. Zugleich wurden die Straßen breiter und ein zentraler Platz vergrößert. Für eine solche romantisierende, aber im Unterschied zu den historistischen Stadtplanungen zumindest heimat- und landschaftsbezogene Gestaltung hatte sich auch Theodor Fischer grundsätzlich eingesetzt. Am Rande des Sanierungsgebiets entstand mit dem Graf-Eberhard-Bau eines der größten und modernsten Geschäftshäuser jener Zeit in Stuttgart. Neben Karl Hengerer trugen u. a. auch Paul Bonatz und Ludwig Eisenlohr einzelne Gebäude zur Sanierung bei. Jugendstil, Karl Hengerer (Oberleitung); Heinz Mehlin (künstlerische Leitung) Geschützt nach § 19 DSchG | [[Vorlage:Bilderwunsch/code!/C:48.773292,9.177495!/D:Altstadtquartier der Sanierung von 1906/09 (Sachgesamtheit)!/\|BW]]            |
|                | Graf-Eberhard-Bau                                                                                     | Eberhardstraße 10 (Karte)                                                                            | 1907–1908                                    | Karl Hengerer Geschützt nach § 2 DSchG | |
| Weitere Bilder | Geschäfts- und Mietshaus                                                                              | Eberhardstraße 12 (Karte)                                                                            | 1907                                         | Karl Hengerer Geschützt nach § 2 DSchG | |
| Weitere Bilder | Geschäfts- und Mietshaus                                                                              | Eberhardstraße 14 (Karte)                                                                            | 1906                                         | Louis-Seize-Formen, Karl Hengerer Geschützt nach § 2 DSchG | |
| Weitere Bilder | Mietshaus mit Ladenlokal                                                                              | Eberhardstraße 43 (Karte)                                                                            | 1700–1800                                    | Barock Geschützt nach § 2 DSchG | |
| Weitere Bilder | Mietshaus                                                                                             | Eberhardstraße 45 (Karte)                                                                            | 1700–1800                                    | Barock Geschützt nach § 2 DSchG | |
|                | Geschäftshaus Schillerbau nebst Miets- und Geschäftshaus (Sachgesamtheit)                             | Eberhardstraße 47, 49, Josef-Hirn-Platz 8, 10 (Karte)                                                | 1910–1913                                    | Neoklassizismus, Carl Heim und Jakob Früh Geschützt nach § 2 DSchG | |
|                | Geburtshaus von Georg W.F. Hegel                                                                      | Eberhardstraße 53 (Karte)                                                                            | 1400–1600, 1775–1800                         | Barock (Fassade) Geschützt nach § 12 DSchG | |
| Weitere Bilder | Tagblatt-Turm                                                                                         | Eberhardstraße 61 (Karte)                                                                            | 1927–1928                                    | Bauhaus, Neues Bauen, Internationaler Stil, Ernst Otto Osswald Geschützt nach § 12 DSchG | |
|                | Geschäftshäuser des ehemaligen Neuen Tagblatts mit Tagblatt-Turm (Sachgesamtheit)                     | Eberhardstraße 61, 61 A; Torstraße 27 (Karte)                                                        | 1927–1928                                    | Bauhaus, Neues Bauen, Internationaler Stil, Ernst Otto Osswald Geschützt nach § 2 DSchG | |
|                | Geschäfts- und Miethaus                                                                               | Eberhardstr. 65 (Karte)                                                                              | Vorgängerbau von 1876, Nachfolgebau von 2019 | Der Bau wurde 2018 aus der Liste der Kulturdenkmale gestrichen, da abzusehen war, dass mit dem Abbruch seine Kulturdenkmaleigenschaft verloren geht. Die dem spätklassizistischen Vorgänger nachempfundene Fassade ist kein Kulturdenkmal. | |
| Weitere Bilder | Geschäfts- und Miethaus                                                                               | Eberhardstr. 69 (Karte)                                                                              | 1600–1800, 1865                              | Münchner Neorenaissance, Dienstbach, Werkmeister (1865) Geschützt nach § 2 DSchG | |
| Weitere Bilder | Geschäfts- und Miethaus                                                                               | Eberhardstr. 71 (Karte)                                                                              | 1844                                         | Historismus-Neogotik, Ferdinand Wagner, Werkmeister Geschützt nach § 2 DSchG | |
|                | Geschäfts- und Miethaus                                                                               | Eichstr. 19 (Karte)                                                                                  | 1908                                         | Historismus-Heimatstil, Karl Hengerer Geschützt nach § 2 DSchG | |
| Weitere Bilder | Geschäfts- und Mietshaus mit Gaststätte                                                               | Geißstr. 1 (Karte)                                                                                   | 1908                                         | Karl Hengerer Geschützt nach § 2 DSchG | |
|                | Mietshaus mit ehemaligem Ladenlokal                                                                   | Geißstr. 3 (Karte)                                                                                   | 1907                                         | Karl Hengerer Geschützt nach § 2 DSchG | |
|                | Geschäfts- und Mietshaus                                                                              | Geißstr. 4 (Karte)                                                                                   | 1908                                         | Karl Hengerer Geschützt nach § 2 DSchG | |
| Weitere Bilder | Mietshaus mit Gaststätte                                                                              | Geißstr. 5 (Karte)                                                                                   | 1907                                         | Georg Friedrich Bihl und Alfred Woltz Geschützt nach § 2 DSchG | |
| Weitere Bilder | Geschäfts- und Mietshaus                                                                              | Geißstr. 7 (Karte)                                                                                   | 1907                                         | Karl Hengerer Geschützt nach § 2 DSchG | |
|                | Erdgeschoss des Mietshauses mit Gaststätte einschließlich Relief über dem Portal                      | Geißstr. 8 (Karte)                                                                                   | 1906–1909                                    | Karl Hengerer Geschützt nach § 2 DSchG | |
|                | Erdgeschoss des Mietshauses mit Ladenlokal                                                            | Geißstr. 10 (Karte)                                                                                  | 1907                                         | Karl Hengerer Geschützt nach § 2 DSchG | |
|                | Mietshaus mit Gaststätte                                                                              | Geißstr. 12 (Karte)                                                                                  | 1906                                         | Historismus-deutsche Neorenaissance (Portal), Karl Hengerer Geschützt nach § 2 DSchG | |
|                | Mietshaus mit Ladenlokal                                                                              | Geißstr. 13 (Karte)                                                                                  | 1907                                         | Karl Hengerer Geschützt nach § 2 DSchG | |
|                | Mietshaus mit Ladenlokal                                                                              | Geißstr. 14 (Karte)                                                                                  | 1906                                         | Karl Hengerer Geschützt nach § 2 DSchG | |
|                | Mietshaus mit Ladenlokal (ehemalige Bäckerei)                                                         | Geißstr. 15 (Karte)                                                                                  | 1906                                         | Karl Hengerer Geschützt nach § 2 DSchG | |
|                | Erdgeschoss des Mietshauses                                                                           | Geißstr. 16 (Karte)                                                                                  | 1906                                         | Karl Hengerer Geschützt nach § 2 DSchG | |
| Weitere Bilder | Hans-im-Glück-Brunnen                                                                                 | Geißstraße, Flst.Nr. 117/3 (Karte)                                                                   | 1909                                         | Josef Zeitler, Künstler Geschützt nach § 2 DSchG | |
| Weitere Bilder | Ehemalige Gesellenherberge                                                                            | Gerberstr. 2 B (Karte)                                                                               | 1869                                         | Klassizismus, Johann Wedelin Braunwald Geschützt nach § 2 DSchG | |
| Weitere Bilder | Pfandleihanstalt Stuttgart                                                                            | Gerberstr. 3 (Karte)                                                                                 | 1872                                         | Klassizismus, Hugo Beytenmiller Geschützt nach § 2 DSchG | |
|                | Gerberhaus                                                                                            | Gerberstr. 4 (Karte)                                                                                 | 1864                                         | Geschützt nach § 2 DSchG | |
| Weitere Bilder | Doppelmietshaus, Geburtshaus des Malers und Bildhauers Oskar Schlemmer                                | Gerberstr. 5 A, 5 B (Karte)                                                                          | 1865                                         | Klassizismus (Spätklassizismus) Geschützt nach § 2 DSchG | |
| Weitere Bilder | Doppelmietshaus                                                                                       | Gerberstr. 6 A, 6 B (Karte)                                                                          | 1891                                         | Historismus-Neorenaissance, Ernst Josenhans, Werkmeister Geschützt nach § 2 DSchG | |
| Weitere Bilder | Mietshaus mit Ladenlokalen                                                                            | Gerberstr. 7 (Karte)                                                                                 | 1819, 1862, 1901                             | Historismus, Bertrand, Baumeister; N.F. von Thouret (Revision des Baugesuche, 1819); H. Kärcher, werkmeister (1901) Geschützt nach § 2 DSchG | |
| Weitere Bilder | Doppelmietshaus                                                                                       | Gerberstr. 8 A, 8 B (Karte)                                                                          | 1869                                         | Klassizismus (Spätklassizismus), Johann Wendelin Braunwald Geschützt nach § 2 DSchG | |
|                | Doppelmietshaus mit Werkstattlokalen                                                                  | Hauptstätter Str. 37 (nur Rückgebäude) (Karte)                                                       | 1883                                         | Historismus-deutsche Neorenaissance, Friedrich Mautz Geschützt nach § 2 DSchG | |
|                | Mietshaus mit Ladenlokal                                                                              | Hauptstätter Str. 39 (Karte)                                                                         | 1803, 1834                                   | Klassizismus Geschützt nach § 2 DSchG | |
|                | Mietshaus mit Gaststätte und Ladenlokal                                                               | Hauptstätter Str. 41 (Karte)                                                                         | 1906–1907                                    | Jugendstil, Historismus-Neobarock, Georg Friedrich Bihl und Alfred Woltz Geschützt nach § 2 DSchG | |
|                | Mietshaus (mit späterem Ladenlokal)                                                                   | Hauptstätter Str. 43 (Karte)                                                                         | 1700–1800, 1800–1900                         | Barock Geschützt nach § 2 DSchG | |
|                | Doppelmietshaus mit Ladenlokalen                                                                      | Hauptstätter Str. 45, 47 (Karte)                                                                     | 1908                                         | Neobarock, Neoklassizismus, Jugendstil, Eitel und Steigleder Geschützt nach § 2 DSchG | |
| Weitere Bilder | Altes Armenhaus                                                                                       | Hauptstätter Str. 49 (Karte)                                                                         | 1582; 1870 (Vorbau)                          | Geschützt nach § 2 DSchG | |
| Weitere Bilder | Ehemaliges Handwerkerhaus                                                                             | Jakobstr. 2 (Karte)                                                                                  | zweite Hälfte des 18. Jh.                    | Zweigeschossiges, traufständiges Gebäude mit verputztem Fachwerkobergeschoss und massivem Erdgeschoss, Mansarddach, Fassade mit vier regelmäßig angeordneten Fensterachsen. Baulich verbunden mit dem Gebäude Leonhardstraße 1. Rückwärtiger zweigeschossiger Anbau mit Pultdach, der aber nur über das Nachbargebäude Leonhardstr. 1 erschlossen ist. Träger des Denkmalschutzpreises Baden-Württemberg 2018. Geschützt nach § 2 DSchG | |
|                | Handwerkerhaus                                                                                        | Jakobstr. 6 (Karte)                                                                                  | 1700–1750                                    | Barock Geschützt nach § 2 DSchG | |
|                | Mietshaus mit Ladenlokalen                                                                            | Jakobstr. 10 (Karte)                                                                                 | 1929                                         | Hans Häring und Hofmann Geschützt nach § 2 DSchG | |
|                | Wohn- und Geschäftshaus                                                                               | Josef-Hirn-Platz 8 (Karte)                                                                           |                                              | Geschützt nach § 2 DSchG | |
|                | Wohn- und Geschäftshaus                                                                               | Josef-Hirn-Platz 10 (Karte)                                                                          |                                              | Geschützt nach § 2 DSchG | |
| Weitere Bilder | Ehemaliges Wohnhaus mit Gaststätte „Zur Kiste“                                                        | Kanalstr. 2 (Karte)                                                                                  | 1740–1760, 1847                              | Barock, Unbekannt (1740–1760), Eckert, Baumeister (1847) Geschützt nach § 2 DSchG | |
| Weitere Bilder | Mietshaus mit Ladenlokal                                                                              | Kanalstr. 4 (Karte)                                                                                  | 1800–1850, 1860, 1872                        | Klassizismus (Spätklassizismus), Georg Schöttle, Werkmeister (1860); Pfeiffer, Zimmermeister (1872) Geschützt nach § 2 DSchG | |
| Weitere Bilder | Wohnhaus                                                                                              | Kanalstr. 8 (Karte)                                                                                  | 1790–1810, 1812                              | Klassizismus, Unbekannt; Mayer jun., Werkmeister (1812) Geschützt nach § 2 DSchG | |
| Weitere Bilder | Reiterdenkmal für Kaiser Wilhelm I.                                                                   | Karlsplatz Flst.Nr. 653 (Karte)                                                                      | 1897–1898                                    | Wilhelm Ruemann, Bildhauer und Friedrich von Thiersch Geschützt nach § 2 DSchG | |
|                | Mietshaus mit Gaststätte                                                                              | Katharinenplatz 1 (Karte)                                                                            | 1900                                         | Historismus-Neogotik, Albert Schiller Geschützt nach § 2 DSchG | |
| Weitere Bilder | Sogenannte Englische Kirche, heute altkatholische Kirche                                              | Katharinenplatz 5 (Karte)                                                                            | 1868                                         | Historismus-Neogotik, Heinrich Wagner, Prof. Geschützt nach § 2 DSchG | |
|                | Marienheim bzw. -anstalt (Teil der Sachgesamtheit Marienheim bzw. -anstalt)                           | Katharinenstraße 2 B (Karte)                                                                         | 1912–1913                                    | Historismus-Neobarock, Neoklassizismus, Georg Friedrich Bihl und Alfred Woltz Geschützt nach § 2 DSchG | |
|                | Mietshaus                                                                                             | Katharinenstraße 7, Weberstr. 22 (Karte)                                                             | 1830                                         | Klassizismus, Jakob Heim, Steinhauermeister Geschützt nach § 2 DSchG | |
|                | Mietshaus                                                                                             | Katharinenstraße 9, Weberstr. 24 (Karte)                                                             | 1830                                         | Klassizismus, C. Scholpp, Werkmeister Geschützt nach § 2 DSchG | |
|                | Mietshaus                                                                                             | Katharinenstraße 11, Weberstr. 26 (Karte)                                                            | 1830                                         | Klassizismus Geschützt nach § 2 DSchG | |
|                | Mietshaus mit Gaststätte                                                                              | Katharinenstraße 15 (Karte)                                                                          | 1908                                         | Jugendstil, Neoklassizismus, Albert Eitel Geschützt nach § 2 DSchG | |
|                | Geschäfts- und Mietshaus                                                                              | Katharinenstraße 17 (Karte)                                                                          | 1888                                         | Historismus-deutsche Neorenaissance, Albert Speidel Geschützt nach § 2 DSchG | |
|                | Mietshaus mit ehemaliger Gaststätte                                                                   | Katharinenstraße 21 B (Karte)                                                                        | 1884                                         | Historismus-Neorenaissance, Neobarock, Wilhelm Mack Geschützt nach § 2 DSchG | |
|                | Mietshaus mit Ladenlokal                                                                              | Katharinenstraße 35 (Karte)                                                                          | 1870                                         | Klassizismus (Spätklassizismus), Gustav Steinhausen Geschützt nach § 2 DSchG | |
|                | Mietshaus                                                                                             | Katharinenstraße 37 (Karte)                                                                          | 1860                                         | Klassizismus (Spätklassizismus), A. Held, Werkmeister Geschützt nach § 2 DSchG | |
| Weitere Bilder | (Altes) Schauspielhaus nebst Geschäfts- und Wohnhaus (Sachgesamtheit)                                 | Kleine Königstr. 7, 9 (Karte)                                                                        | 1909, 1980–1983                              | Jugendstil, Stahl- und Stahlbetonkonstruktion, Eitel und Steigleder; Gustav Adolf Bredow, Prof., Bildhauer Geschützt nach § 2 DSchG | |
|                | Teil des Alten Wilhelmsbaus, eines Geschäfts- und Bürohauses (Sachgesamtheit)                         | Kleine Königstr. 8, Marienstr. 1 und Teil von Königstr. 78 (Treppe und Fassade) (Karte)              | 1907–1909                                    | Jugendstil, Historismus-Neobarock, Carl Heim und Jakob Früh Geschützt nach § 2 DSchG | |
|                | Ehemaliges Geschäftshaus der Stuttgarter Bau-AG                                                       | Königstr. 84 (Karte)                                                                                 | 1910                                         | Jugendstil, Neoklassizismus, Carl Heim und Jakob Früh Geschützt nach § 2 DSchG | |
|                | Mietshaus                                                                                             | Leonhardsplatz 21 (Karte)                                                                            | 1750–1800                                    | Barock Geschützt nach § 2 DSchG | |
| Weitere Bilder | Evangelische Leonhardskirche                                                                          | Leonhardsplatz 26 (Karte)                                                                            | 1408, 1463–1466, 1950                        | Gotik-Spätgotik, Aberlin Jörg und vermutlich Konrad von Gundelsheim; Rudolf Lempp und Gerhard Schneeweiß (1950) Geschützt nach § 12 DSchG | |
| Weitere Bilder | Gustav-Siegle-Haus                                                                                    | Leonhardsplatz 28 (Karte)                                                                            | 1910–1912, 1954                              | Historismus-deutsche Neorenaissance, Neobarock, Theodor Fischer (1910–1912); Martin Elsässer (bis 1954) Geschützt nach § 2 DSchG | |
|                | Mietshaus                                                                                             | Leonhardstr. 1 (Karte)                                                                               | 1769                                         | Dreigeschossiger, verputzter Fachwerkbau mit massivem Erdgeschoss, Mansarddach, Gewölbekeller und Kartusche über dem Eingang. Baulich verbunden mit dem Gebäude Jakobstraße 2. Träger des Denkmalschutzpreises Baden-Württemberg 2018. Geschützt nach § 2 DSchG | |
|                | Mietshaus mit später eingebauter Gaststätte                                                           | Leonhardstr. 5 (Karte)                                                                               | 1830, 1859                                   | Klassizismus, Christian Barth, Steinhauermeister (1830); G. Josenhans, Werkmeister (1859) Geschützt nach § 2 DSchG | |
| Weitere Bilder | Mietshaus mit Ladenlokal                                                                              | Leonhardstr. 13 (Karte)                                                                              | 1906                                         | Theodor Fischer Geschützt nach § 2 DSchG | |
|                | Mietshaus                                                                                             | Leonhardstr. 18 (Karte)                                                                              | 1827, 1840–1850                              | Klassizismus Geschützt nach § 2 DSchG | |
|                | Teil des Alten Wilhelmsbaus, eines Geschäfts- und Bürohauses (Teil der Sachgesamtheit)                | Marienstr. 1 (Karte)                                                                                 |                                              | Geschützt nach § 2 DSchG | |
|                | Rest der Stadtmauer                                                                                   | Marienstr. 3B, Krumme Straße 2, Sophienstr. 28; Flst.Nr. 194/5, 197/1, 197/13 (Karte)                | 1563–1567                                    | Geschützt nach § 2 DSchG | BW |
| Weitere Bilder | Statue der Stuttgardia                                                                                | Marktplatz Stuttgart 1 (Karte)                                                                       | 1905                                         | Historismus, Fritz Heinz (Künstler) Geschützt nach § 2 DSchG | |
|                | Hans-Sachs-Figur                                                                                      | Marktplatz Stuttgart 14 (Karte)                                                                      | 1908                                         | Theodor Bausch, Professor Geschützt nach § 2 DSchG | |
| Weitere Bilder | Markt- alias Thouret-Brunnen                                                                          | Marktplatz Stuttgart, Flst.Nr. 135 (Karte)                                                           | 1714, 1804                                   | Klassizismus (Brunnensäule), J.F. Nette, Oberbaudirektor und J.G. Enßlin, Maler (Trog 1714); N.F. von Thouret, (Säule 1804) Geschützt nach § 2 DSchG | |
|                | Erker und Portaleinfassung des Mietshauses (Teil der SG „Altstadtquartier der Sanierung von 1906/09“) | Nadlerstr. 10 (Karte)                                                                                | 1906–1909                                    | Karl Hengerer Geschützt nach § 2 DSchG | |
| Weitere Bilder | Geschäfts- und Mietshaus (Teil der SG „Altstadtquartier der Sanierung von 1906/09“)                   | Nadlerstr. 12 (Karte)                                                                                | 1908                                         | Dollinger Geschützt nach § 2 DSchG | |
| Weitere Bilder | Geschäfts- und Mietshaus (Teil der SG „Altstadtquartier der Sanierung von 1906/09“)                   | Nadlerstr. 14 (Karte)                                                                                | 1908                                         | Martz Geschützt nach § 2 DSchG | |
|                | Mietshaus mit Ladenlokal                                                                              | Olgastr. 41 (Karte)                                                                                  | 1861                                         | Klassizismus (Spätklassizismus), Georg Schöttle, Bauunternehmer Geschützt nach § 2 DSchG | |
|                | Mehrfamilienhaus                                                                                      | Olgastr. 42 (Karte)                                                                                  | 1870                                         | Klassizismus (Spätklassizismus), Johann Wendelin Braunwald Geschützt nach § 2 DSchG | |
|                | Doppelmietshaus mit Ladenlokalen                                                                      | Olgastr. 44, Rosenstr. 39 (Karte)                                                                    | 1867                                         | Klassizismus (Spätklassizismus), J. Chailly, Prof., Baumeister Geschützt nach § 2 DSchG | |
| Weitere Bilder | Geschäfts- und Mietshaus                                                                              | Paulinenstr. 16 (Karte)                                                                              | 1906                                         | Jugendstil (geometrischer) Geschützt nach § 2 DSchG | |
|                | Geschäfts- und Mietshauskomplex mit Ladenlokalen                                                      | Paulinenstr. 18, 20, Tübingerstr. 35 (Karte)                                                         | 1889                                         | Historismus - Neorenaissance, Heinrich Nagel und Hermann Vischer, Bauunternehmen Geschützt nach § 2 DSchG | |
|                | Geschäftshaus Hansabau                                                                                | Paulinenstr. 44 (Karte)                                                                              | 1909                                         | Jugendstil (geometrischer), Heinrich und Alfred Storz Geschützt nach § 2 DSchG | |
|                | Kreuzigungsrelief                                                                                     | Pfarrstr. 7 (Karte)                                                                                  | 1748                                         | Barock, wahrscheinlich J.P. Ziegler, Bildhauer Geschützt nach § 2 DSchG | BW |
|                | Geschäfts- und Mietshaus                                                                              | Pfarrstr. 15 (Karte)                                                                                 | 1907                                         | Jugendstil, Historismus - Neobarock, Adolf Schiedt Geschützt nach § 2 DSchG | |
| Weitere Bilder | Nachtwächterbrunnen                                                                                   | Pfarrstraße, Flst.Nr. 56 (Karte)                                                                     | 1899–1900                                    | Adolf Fremd, Prof. und Heinrich Halmhuber, Prof., Bildhauer Geschützt nach § 2 DSchG | |
|                | Ehemaliges Handwerkerhaus                                                                             | Richtstr. 3 (Karte)                                                                                  | 1400–1500, 1700–1800                         | Geschützt nach § 2 DSchG | |
|                | Mietshaus mit Ladenlokalen                                                                            | Rosenstr. 31 (Karte)                                                                                 | 1884                                         | Historismus, Johann Wendelin Braunwald Geschützt nach § 2 DSchG | |
|                | Doppelmietshaus mit Ladenlokal                                                                        | Rosenstr. 35, 37 (Karte)                                                                             | 1864                                         | Klassizismus (Spätklassizismus), Georg Schöttle, Bauunternehmen Geschützt nach § 2 DSchG | |
|                | Ehemaliges Handwerkerhaus                                                                             | Rosenstr. 36 (Karte)                                                                                 | 1700–1750                                    | Barock Geschützt nach § 2 DSchG | |
| Weitere Bilder | Mietshaus mit Ladenlokal                                                                              | Rosenstr. 42 (Karte)                                                                                 | 1857                                         | Klassizismus, Wilhelm Brenner, Steinhauerwerkmeister Geschützt nach § 2 DSchG | |
| Weitere Bilder | Ehemaliger Stiftsfruchtkasten                                                                         | Schillerplatz 1 (Karte)                                                                              | 1578, 1596, 1954–1956                        | deutsche Renaissance, Heinrich Schickhardt, Baumeister Der Fruchtkasten wird als Teilmuseum des Landesmuseums Württemberg genutzt. Es zeigt die Schausammlung der Musikinstrumente und besitzt einen kleinen Saal, in dem man diese auch in kleinen Konzerten hören kann. Geschützt nach § 12 DSchG | |
| Weitere Bilder | Alte Kanzlei mit Merkursäule und Kosakenbrünnle (Sachgesamtheit)                                      | Schillerplatz 5 (Karte)                                                                              | 1542–1544, 1566–1567, 1683, 1953             | Aberlin Tretsch (1566–1567); Wilhelm Pelargus und Ludwig von Hofer (1862 Merkur-Statue) Geschützt nach § 12 DSchG | |
| Weitere Bilder | Altes Schloß                                                                                          | Schillerplatz 6 (Karte)                                                                              | 0900–1000, 1320, 1553, 1558–1562             | Renaissance, Schlosskirche = Neogotik, Walther, Baumeister (Dürnitzbau); Aberlin Tretsch (1553) Geschützt nach § 12 DSchG | |
| Weitere Bilder | Reiterstandbild des Herzog Eberhard im Bart                                                           | Schillerplatz 6 (Hof Altes Schloß) (Karte)                                                           | 1859                                         | Johann Ludwig von Hofer, Hofbildhauer Geschützt nach § 2 DSchG | |
| Weitere Bilder | Schillerdenkmal                                                                                       | Schillerplatz, Flst.Nr. 661/2 (Karte)                                                                | 1839                                         | Bertel Thorvaldsen, Künstler; Nikolaus Friedrich von Thouret, Prof.; M.G. Bindesboell Geschützt nach § 2 DSchG | |
|                | Rest der Stadtmauer                                                                                   | Sophienstraße (zwischen Gebäude Sophienstr. 23 B und 25) (Karte)                                     | 1563–1567                                    | Geschützt nach § 2 DSchG | |
|                | Erdgeschoss des Mietshauses                                                                           | Steinstr. 3 (Karte)                                                                                  | 1906–1909                                    | Karl Hengerer Geschützt nach § 2 DSchG | |
| Weitere Bilder | Erker und Plastik des Mietshauses mit Ladenlokal                                                      | Steinstr. 7 (Karte)                                                                                  | 1906–1909                                    | Dollinger; Joseph Zeitler (Steinplastik) Geschützt nach § 2 DSchG | |
| Weitere Bilder | Relief des Mietshauses mit ehemaliger Bäckerei                                                        | Steinstr. 9 (Karte)                                                                                  | 1906–1909                                    | Joseph Zeitler, Künstler Geschützt nach § 2 DSchG | |
| Weitere Bilder | Mietshaus mit Ladenlokal                                                                              | Steinstr. 11 (Karte)                                                                                 | 1906–1909                                    | Ludwig Eisenlohr und Carl Weigle Geschützt nach § 2 DSchG | |
| Weitere Bilder | Erdgeschoss des Mietshauses                                                                           | Steinstr. 15 (Karte)                                                                                 | 1906–1909                                    | Karl Hengerer Geschützt nach § 2 DSchG | |
| Weitere Bilder | Evangelische Stiftskirche mit Südturm                                                                 | Stiftstr. 12 (Karte)                                                                                 | 1100–1500, 1433–1473, 1490–1522, 1433–1473,  | Romanik, Gotik, Neogotik, Meister Walther (Chor 14. Jahrhundert); Hänslin Jörg und Sohn Aberlin (1433–1473); Hans Seytter, Wiederaufbau Geschützt nach § 12 DSchG | |
|                | Miets- und Geschäftshaus                                                                              | Torstr. 17 (Karte)                                                                                   | 1905                                         | Historismus - Neobarock, Jugendstil, Gottfried Kurz Geschützt nach § 2 DSchG | |
|                | Mietshaus                                                                                             | Torstr. 19 (Karte)                                                                                   | 1790–1800, 1839                              | Klassizismus Geschützt nach § 2 DSchG | |
|                | Mietshaus                                                                                             | Torstr. 21 (Karte)                                                                                   | 1881                                         | Historismus - Neorenaissance, Johannes Müller, Werkmeister Geschützt nach § 2 DSchG | |
|                | Geschäftshaus des ehemaligen Neuen Tagblatts (Teil der Sachgesamtheit)                                | Torstr. 27 (Karte)                                                                                   | 1881                                         | Historismus - Neorenaissance, Johannes Müller, Werkmeister Geschützt nach § 2 DSchG | [[Vorlage:Bilderwunsch/code!/C:48.772717,9.176604!/D:Geschäftshaus des ehemaligen Neuen Tagblatts (Teil der Sachgesamtheit)!/\|BW]] |
|                | Geschäfts- und Mietshaus                                                                              | Tübinger Str. 1 (Karte)                                                                              | 1893–1894                                    | Historismus - Neorenaissance, Neobarock, Wittmann und Stahl Geschützt nach § 2 DSchG | |
|                | Geschäfts- und Mietshaus                                                                              | Tübinger Str. 3 (Karte)                                                                              | 1893–1894                                    | Historismus - Neorenaissance, Robert von Reinhardt, Prof.; Gottlieb Widmann, Werkmeister Geschützt nach § 2 DSchG | |
|                | Geschäfts- und Mietshaus                                                                              | Tübinger Str. 17 A, 17 B (Karte)                                                                     | 1899                                         | Historismus - Neogotik, deutsche Neorenaissance, Georg Friedrich Bihl und Alfred Woltz Geschützt nach § 2 DSchG | |
|                | Geschäfts- und Mietshaus                                                                              | Tübinger Str. 19 A, 19 B (Karte)                                                                     | 1895                                         | Historismus - Neogotik, deutsche Neorenaissance, Georg Friedrich Bihl und Alfred Woltz Geschützt nach § 2 DSchG | |
|                | Geschäfts- und Mietshauskomplex (Sachgesamtheit)                                                      | Tübinger Str. 21, 23, 25 (Karte)                                                                     | 1889–1890                                    | Historismus - deutsche Neorenaissance, Adolf Höfer, Werkmeister Geschützt nach § 2 DSchG | |
| Weitere Bilder | Doppelmietshaus mit Ladenlokalen                                                                      | Wagnerstr. 36 A, 36 B (Karte)                                                                        | 1906                                         | Jugendstil (geometrischer), Josef Hennings und Rudolf Schweitzer Geschützt nach § 2 DSchG | |
| Weitere Bilder | Mietshaus mit Ladenlokal                                                                              | Wagnerstr. 37 (Karte)                                                                                | 1902                                         | Historismus - Neogotik, deutsche Neorenaissance, Adolf Stoll Geschützt nach § 2 DSchG | |
|                | Mietshaus mit ehemaligem Ladenlokal                                                                   | Wagnerstr. 39 (Karte)                                                                                | 1892                                         | Historismus, Heinrich Storz Geschützt nach § 2 DSchG | |
|                | Ehemaliges Handwerkerhaus                                                                             | Wagnerstr. 42 (Karte)                                                                                | 1775–1794, 1800–1900                         | Barock Geschützt nach § 2 DSchG | |
|                | Ehemaliges Handwerkerhaus                                                                             | Wagnerstr. 44 (Karte)                                                                                | 1700–1800, 1800–1825                         | Geschützt nach § 2 DSchG | |
|                | Ehemaliges Handwerkerhaus mit ehemaligem Stallanbau                                                   | Weberstr. 2 (Karte)                                                                                  | 1550–1725, 1790, 1874                        | Geschützt nach § 2 DSchG | |
|                | Ehemaliges Handwerkerhaus                                                                             | Weberstr. 4 (Karte)                                                                                  | 1600–1750                                    | Barock Geschützt nach § 2 DSchG | |
|                | Mietshaus mit Ladenlokal                                                                              | Weberstr. 5 A (Karte)                                                                                | 1888, 1892                                   | Historismus - Neorenaissance, Neobarock, August Mayer und G. Heim (1888 Neubau und 1892 Umbau) Geschützt nach § 2 DSchG | |
|                | Ehemaliges Handwerkerhaus                                                                             | Weberstr. 6 (Karte)                                                                                  | 1600–1750                                    | Barock Geschützt nach § 2 DSchG | |
|                | Ehemaliges Handwerkerhaus mit später eingebautem Ladenlokal                                           | Weberstr. 8 (Karte)                                                                                  | 1500–1700, 1800–1900                         | Geschützt nach § 2 DSchG | |
|                | Mietshaus mit ehemaligem Ladenlokal                                                                   | Weberstr. 10 (Karte)                                                                                 | 1893                                         | Historismus - Neorenaissance, Neobarock, Heinrich Storz Geschützt nach § 2 DSchG | |
|                | Ehemaliges Handwerkerhaus                                                                             | Weberstr. 16 (Karte)                                                                                 |                                              | Klassizismus, Unbekannt (1830), Schittenhelm, Geometer (1869 Aufstockung) Geschützt nach § 2 DSchG | |
| Weitere Bilder | Doppelmietshaus                                                                                       | Weberstr. 49, 51 (Karte)                                                                             | 1905                                         | Louis-Seize-Formen, Jugendstil, Hengerer und Katz Geschützt nach § 2 DSchG | |
|                | Schellenturm                                                                                          | Weberstr. 72 (Karte)                                                                                 | 1564, 1980                                   | Geschützt nach § 2 DSchG | |